# Nagama Nayaka
Nagama Nayaka (vers 1500-1529) fou un oficial de Krishnadeva Raya o Raja, rei de Vijayanagar, descrit com a general, tresorer, recaptador i virrei del sud. Tenia sens dubte la supervisió de les províncies reials del sud i el control d'un exèrcit.
Quan Nagama va fer la peregrinació a Benarès va deixar al càrrec a Ranabhadra Nayaka i va demanar als déus ser premiat amb un fill que li mancava; va néixer un fill anomenat Visvanatha Nayaka, que als 16 anys va entrar al servei del rei, que el va apreciar molt i el va fer un dels seus principals assessors i ajudants. El va acompanyar a una expedició a Orissa probablement el 1520. Un temps després fou nomenat governador del sud.
Se suposa que el rei Chola Vira Bekhara van envair el territori Pandya i va destronar al rei Chanda Sekhara. Aquest va demanar ajut a Krishnadeva Raya de Vijayanagar. Tant els cola com els pandya devien regnar com a vassalls de Vijayanagar, ja que aquest regne exercia el domini fins al Cap Comorin. El rei va enviar a Nayama que va derrotar el rei cola i el va privar de les seves conquistes, però llavors va tardar a restablir al pandya en el tron, ja que pensava que era una font de disturbis. Els successius retards en restablir al pandya al tron, van portar a la baralla entre el rei cola i el general, i les queixes van arribar al rei de Vijayanagar. Nagama va enviar per explicar la situació al gran rei añl seu germà Ramabhadra Nayaka, però Krishnadeva Raya va insistir a restaurar al rei pandya.
Segons les cròniques, Nagama es va revoltar i el rei va cridar als seus oficials per castigar el rebel, però només Visvanatha, precisament fill de Nagama, va respondre a la crida. Fou enviat amb un fort exèrcit que va derrotar Nagama i el va fer presoner. Mercès a Visvanatha fou perdonat. Més probable és que simplement Nagama fou cridat a la cort i el seu propi fill fou l'encarregat de fer-lo retornar. De la seva posterior sort no se'n sap res.